# BALDR FORCE EXE RESOLUTION
《BALDR FORCE EXE RESOLUTION》是由戲畫的遊戲《BALDR FORCE》改編的OVA作品，由SATELIGHT擔任動畫製作，於2006年到2007年期間共發售四集。

## 故事簡介
在超高度文明的近未來，電腦的運算能力已經可以模擬出人類的五感，更可以直接進入網絡世界。大廈、食物、感覺等也是由電腦程式寫成。主角相馬透是駭客集團「草原之狼」的成員之一，使用戰鬥用工具以駭客的身份生活。在「草原之狼」解散前的最後一次駭客活動中，闖入軍方和恐怖組織之間的戰鬥，透的好友野野村優哉更因而死亡，透就此發誓報仇……

## 登場角色

### 草原之狼（Steppen WOLF）
相馬 透（聲：鈴村健一）
本作主角，失去了八年前的記憶。「草原之狼」的王牌，擅長操作，與好友優哉的組合在駭客界中十分知名。
笹桐 月菜（聲：佐藤利奈）
透的青梅竹馬，父親因交通意外死後加入「草原之狼」，負責對沒入後的成員的支援。優哉死後被挖角入V.S.S，不擅於操作的她卻因某些原因而升職至V.S.S中最精銳的α部隊。
野野村 優哉（聲：高橋廣樹）
透的好友，「草原之狼」的隊長。因為不想「草原之狼」落至劊客之名而被捕的收場而提出解散。但在解散前的紀念駭客活動中被軍方誤殺。
二階堂 彰（聲：伊藤健太郎）
「草原之狼」成員之一。優哉死後被捕監禁，其後恐怖組織「飛刀」襲擊監禁所並救出彰，之後彰更成為了飛刀的成員。

### 國連軍治安維持局（FLAK）
瀨川 美野里（聲：中原麻衣）
情報管理係第一小隊的支援員，外表上不像軍人。
紫藤 彩音（聲：生天目仁美）
情報管理係第一小隊的駕駛員，對人冷酷而且經常孤獨一人。在戰鬥時經常獨自行動，對恐怖組織持有極強的恨意。
凱拉·基爾斯垣（Kaila Kirsten，聲：伊藤靜）
情報管理係第一小隊的駕駛員，處事樂觀。
柏木 洋介（聲：小野大輔）
情報管理係第一小隊的駕駛員，經常胡亂結交女性並與之交往。
八木澤 宗次（聲：辻親八）
情報管理係第一小隊隊長，經驗豐厚。
權堂 嚴（聲：西村知道）
治安維持局長官，極度好色。因為曾經被降職而對上司不滿。

### 飛刀
匡（Qu Wong，聲：藤原啓治）
反晶片主義同盟武裝恐怖組織中實力最大的「飛刀」的領袖，組織中人望甚高。經常強調「認識真相永遠也是痛苦的事」。
梁（Ryang，聲：水樹奈奈）
「飛刀」的支援員，穿著旗袍，十分受組織的人們歡迎，亦精通中國武術，能夠一擊打昏別人。在OVA中被大改設定，和原作遊戲完全不同，幾乎變了另一個人（詳見下述與原作不同之處）。
元霸（聲：高木涉）
「飛刀」的主要戰鬥人員，以殺戮為樂。為人極度殘忍，自稱擅長折磨人到半死不活的狀態。

### 其他
橘 玲佳（聲：大原沙耶香）
民間警備公司V.S.S的最高經營責任者兼社長，年齡意外地輕，看上去還沒有到三十歲。
巴傑拉（聲：桑島法子）
一年前開始與「草原之狼」共同行動，技術極高的駭客。只在網絡和草原之狼來往，從來沒有露面，說話也是用電子聲音。但看起來似乎是個不成熟的小孩。
水坂 憐（聲：下屋則子）
於網絡空間出現，傳說中的電子體幽霊。看上去只是個普通的少女，謠傳見到她的人都會失蹤。真實身分是透的妹妹。
利維坦（Leviathan）
於網絡空間出現，傳說中的怪物、最終兵器。被謎團包圍的巨型神秘黑球。

## 工作人員
- 監督：（原為[1][2][3]）
- 人物設定：山崎秀樹（原為原由美子）
- 音響監督：明田川仁
- 音響制作：Magic Kapsel
- 音樂：渡邊剛
- 音樂制作：
- 動畫制作：SATELIGHT
- 製作人：上田耕行、中山信宏、小林正樹、根岸悟、室谷陽平、斎藤正明
- 製作：B.E.R.Committee（ジェネオンエンタテインメント、トライネットエンタテインメント、日本出版販売、クレイ）

## 主題曲
片頭曲「Face of Fact -Resolution Ver.-」
作詞：KOTOKO，作曲：C.G Mix，編曲：C.G Mix，歌：KOTOKO
片尾曲「Undelete」
作詞：川田麻美，作曲：中澤伴行，編曲：中澤伴行、井內舞子，歌：川田真美

## 集數列表
第一集原預定於2006年4月28日發售，然而製作因「保證品質」和之後的「方向性修正」的原因，曾四度延期發售（4月28日→7月21日→9月8日→9月27日→11月10日）。
| 話數 | 標題 | 劇本                  | 分鏡                                 | 演出                | 作画監督                     | 發售日         |
| ---- | ---- | --------------------- | ------------------------------------ | ------------------- | ---------------------------- | -------------- |
| 01   |      | 佐藤和治              | 田中タカユキ 安田賢司                | 田中タカユキ 松田清 | 山崎ヒデキ 関口雅浩 神戶洋行 | 2006年11月10日 |
| 02   |      | 田中タカユキ 福岡康孝 | こでらかつゆき 田中タカユキ 赤根和樹 | 三浦和也            | 松本卓也                     | 2006年12月8日  |
| 03   |      | 浅川美也              | 金澤洪充                             | 金澤洪充            | 井元一彰                     | 2007年2月9日   |
| 04   |      | 浅川美也              | 田中タカユキ 赤根和樹                | 田中タカユキ        | 山崎ヒデキ 松本卓也          | 2007年4月4日   |

## 關聯產品
- 資料CD「BALDR FORCE EXE RESOLUTION」

於2005年12月29日、30日的C69發售。
- 電話卡

於C69發售。
- 主題曲CD「Face Of Fact-Resolution Ver.-」

2006年3月1日發售附送「BALDR FORCE EXE」卡一張（共五種）

## 評價
- 因長達大半年的多次延期，曾被稱為「跳票之王」、「2006年跳票最凶猛的動畫」、「難產作」[1][3][4]。然而延期卻沒有令品質提升，人物走形甚至被批評為「邪神（嚴重走形）」[4][5]。

## 外部連結
- BALDR FORCE EXE RESOLUTION（OVA版官網）（日語）
- Perfect Choice作品介紹（日語）
- 戲畫（页面存档备份，存于）（日語）
- ALCHEMIST（日語）